# Kleter rehni
Kleter rehni är en tvestjärtart som först beskrevs av Burr 1907.  Kleter rehni ingår i släktet Kleter och familjen hjärtfottvestjärtar. Inga underarter finns listade i Catalogue of Life.